# Roger Planchon
Roger Planchon (ur. 12 września 1931 w Saint-Chamond, zm. 12 maja 2009 w Paryżu) – francuski aktor i reżyser.
W 1952 został dyrektorem Théâtre de la Comédie w Lyonie, przemianowanego w 1957 na Théâtre de la Cité i przeniesionego do Villeurbanne, a w 1973 przemianowanego na Théâtre National Populaire. Był inspirowany przez Bertolda Brechta i wierzył, że klasyczne teksty powinny być zmieniane. Inscenizował klasykę, m.in. Trzech muszkieterów Dumasa ojca (1957), Świętoszka (m.in. 1962 i 1973) i Skąpca Moliera (1986), Antoniusza i Kleopatrę Szekspira (1979) i sztuki współczesne, m.in. Dobrego człowieka z Seczuanu Brechta (1954 i 1958) i Paolo Paoli Arthura Adamova (1957). Wyreżyserował też Henryka IV Szekspira (1957), George’a Dandina Moliera (1960), w których znacząco zmienił światło, ruch i kostiumy, uzyskując interpretację zewnętrzną, często niepowiązaną z oryginalnym przesłaniem dramaturga. Zyskał przez to zarówno wiele pochwał, jak i krytycyzmu. Poza tym pisał i wystawiał własne sztuki, m.in. La Remise (1962), Gilles de Rais (1975), La viele hiver (wyst. 1991) i Fragile forêt (wyst. 1991).